# ورزشگاه بسکات
ورزشگاه بسکات زمین خانگی تیم والسال است. این ورزشگاه در سال‌های ۱۹۸۹ و ۱۹۹۰ توسط شرکت جی‌ام‌آی با هزینه ۵/۴ میلیون پوند با ظرفیت ۱۱۳۰۰ نفر ساخته شده است.

## تاریخچه
ورزشگاه بسکات در سال ۱۹۹۰ توسط استنلی ماتیوس افتتاح شده است. نخستین بازی در این ورزشگاه در سال ۱۹۹۰ بین تیم‌های والسال و تورکی یونایتد با حضور ۵۲۱۹ تماشاگر انجام شده است. این ورزشگاه میزبان بازی‌های بین‌المللی زیر ۱۹ و ۲۱ سال بوده است.

## امکانات
این ورزشگاه دارای دو اتاق بزرگ کنفرانس است.

## آمار تماشاگران
بیش‌ترین: ۱۱۰۴۹ نفر در سال ۲۰۰۴ در بازی بین تیم‌های والسال و روترهام یونایتد
کم‌ترین: ۱۷۹۳ نفر در سال ۲۰۱۰ در بازی بین تیم‌های والسال و چستر فیلد